# Brittney Karbowski
Brittney Marie Karbowski (Sugar Land, Texas, 26 de junio de 1986) es una actriz de voz estadounidense quien ha brindado en un número las versiones adaptadas al inglés de series de anime japonesas para ADV Films, Funimation y Sentai Filmworks, su papel más destacada fue Black Star en Soul Eater que se transmitió en Adult Swim.

## Carrera
En Houston, Texas, Karbowski había estado trabajando en producciones teatrales como La tiendita del horror, Seussical, y Los piratas de Penzance. Entró en el negocio del anime a través de un contacto de director cuando interpretó a Janet en una producción teatral local de The Rocky Horror Show. Ella dobló en Yumeria, Madlax y Hakugei: Legend of the Moby Dick. Su primer papel protagónico con ADV Films llegó en la serie de anime Gilgamesh donde hace la voz de Fuko. Asistió brevemente a la Universidad de Houston, donde se especializó en teatro. En 2006, tuvo papeles protagónicos de voz como Himeko Katagiri en Pani Poni Dash y como Aoba Tsuzaki en Jinki: Extend. En 2008, prestó su voz a la heroína principal Ayu Tsukimiya en Kanon.
En 2007, comenzó a hacer voces para Funimation con un papel protagonista como Mai en Always My Santa y como Apis en una historia de One Piece. En 2008, tuvo papeles protagónicos en elenco de actores como Anri Misugi en Sasami: Magical Girls Club, Ku Shiratori en Kyōshirō to Towa no Sora y Sia en Shuffle!. En 2009 dobló el papel principal Nina Yamada en Mamotte Lollipop.
En 2010, consiguió el papel protagonista de Black Star en el doblaje de Funimation de Soul Eater, que fue transmitido en Adult Swim en 2013. Ella también dobló a Selim Bradley / Orgullo en Fullmetal Alchemist: Brotherhood y Ryö Fujibayashi en CLANNAD.
En 2011, ella ha doblado personajes protagonistas incluyen Yuri Nakamura en Angel Beats!, Ikaros en Sora no Otoshimono, Nanami Nishijo en Chaos;Head, Cecilia Alcott en Infinite Stratos y Eve Neuschwanstein en Needless.
Ella continuó haciendo la voz de los personajes principales en 2012, tales como Yamada en B Gata H Kei, Chizuru Yukimura en Hakuoki, y Mikoto Misaka en la serie A Certain Magical Index. Se unió al elenco de Fairy Tail como la interpolada Wendy Marvell. En 2013, interpretó personajes protagonistas Rin Natsume en Little Busters!, Himiko en Btooom! y Manami Kinjou en Asobi ni Iku yo!. En 2017, ella dobló su primer personaje de videojuego como Pinkun en Akiba's Beat.
Fuera de la actuación de voz, Karbowski ha tenido papeles en películas como Celie en Up & Down, Susie en Puncture y una chica mochila en The Starving Games. Estaba programada para interpretar a la protagonista principal Zax en la próxima película de ciencia ficción Code of Evil. Ella también protagonizó la película de terror de 2014 Atrocity.

## Vida personal
Karbowski fue hospitalizada brevemente con un cuello roto en 2010 debido a un accidente automovilístico.
Se casó con Matthew Hernández el 11 de octubre de 2013.